# Blaze Orange
Blaze Orange (englisch, dt. ‚leuchtendes Orange‘), auch Safety Orange (dt. ‚Sicherheitsorange‘) oder Warnorange genannt, ist ein Sammelbegriff für Orange-Farbtöne, die als Signal- und Warnfarbe verwendet werden, etwa im Straßenverkehr und bei der Jagd.

## Weitere Farben
Im Federal Standard 595 wird ein abweichender Farbton als OSHA safety orange mit der Ordnungsnummer 12246 bezeichnet, der beispielsweise für Symbole der Munitionsbrandklassen benutzt wird. Weiterhin gibt es unter der Ordnungsnummer 12300 einen weiteren Farbton OSHA safety orange.
Im RAL-Farbsystem gibt es den Farbton RAL 2010 Signal Orange, der dem OSHA safety orange 12246 bei der Farbwahrnehmung sehr ähnlich ist.

## Jagd
Der Tarneffekt von Blaze Orange gegenüber diversen Wildtieren ist, insbesondere in Kombination mit zusätzlichem Tarnmuster-Druck, der Konturen auflöst, trotz der leuchtend orangen Farbe gegeben, da Cerviden als Dichromaten Orange-Farbtöne nur schlecht wahrnehmen. In Deutschland ist auf Gesellschaftsjagden bisher nur das orange Hutband gesetzlich vorgeschrieben (Stand 2018), jedoch fordern einige Jagdleiter zusätzlich Warnkleidung. Blaze Orange gehört in den USA und Skandinavien schon länger zur Grundausrüstung bei den meisten Jagdarten (vgl. UVV).

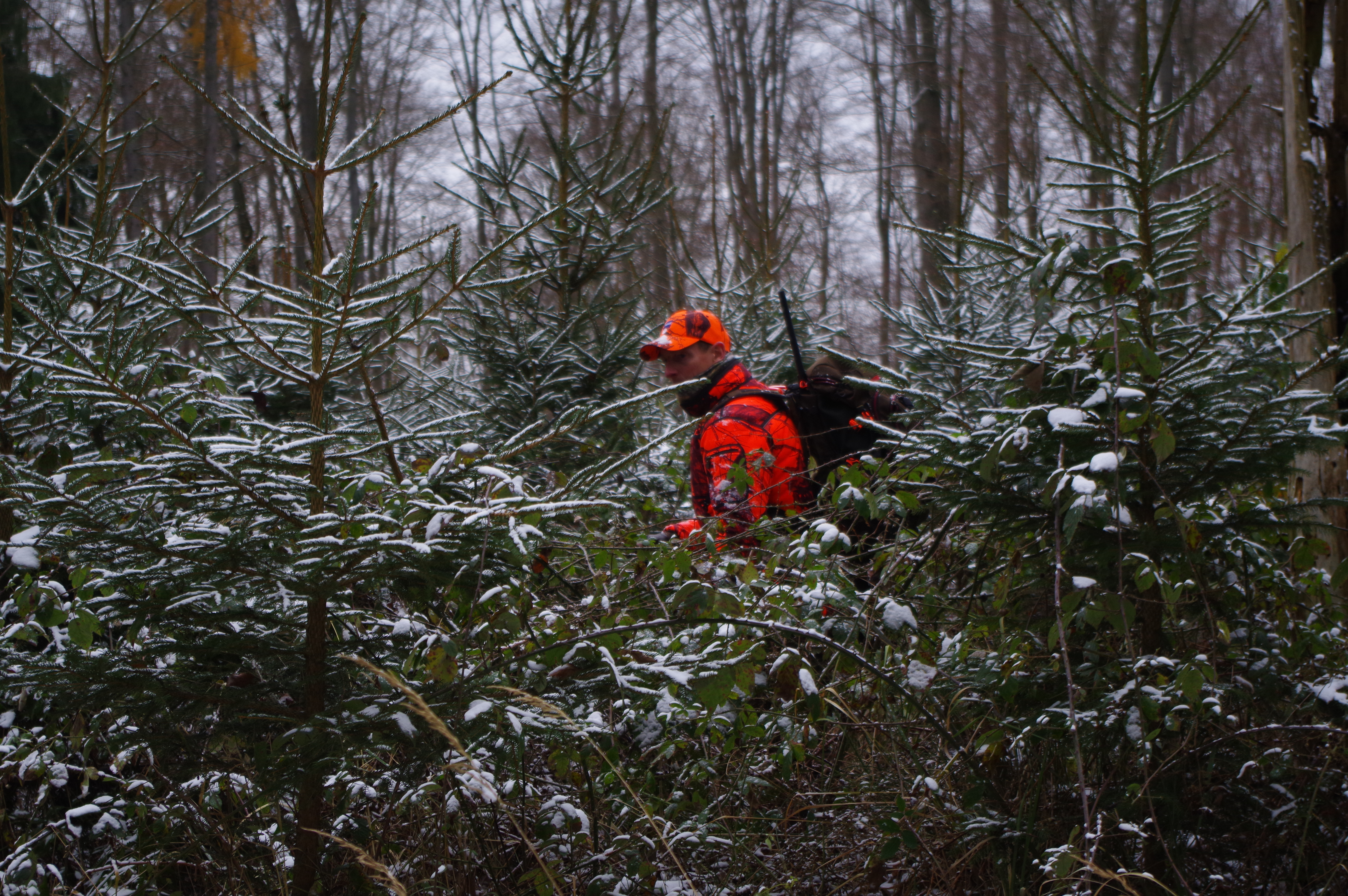
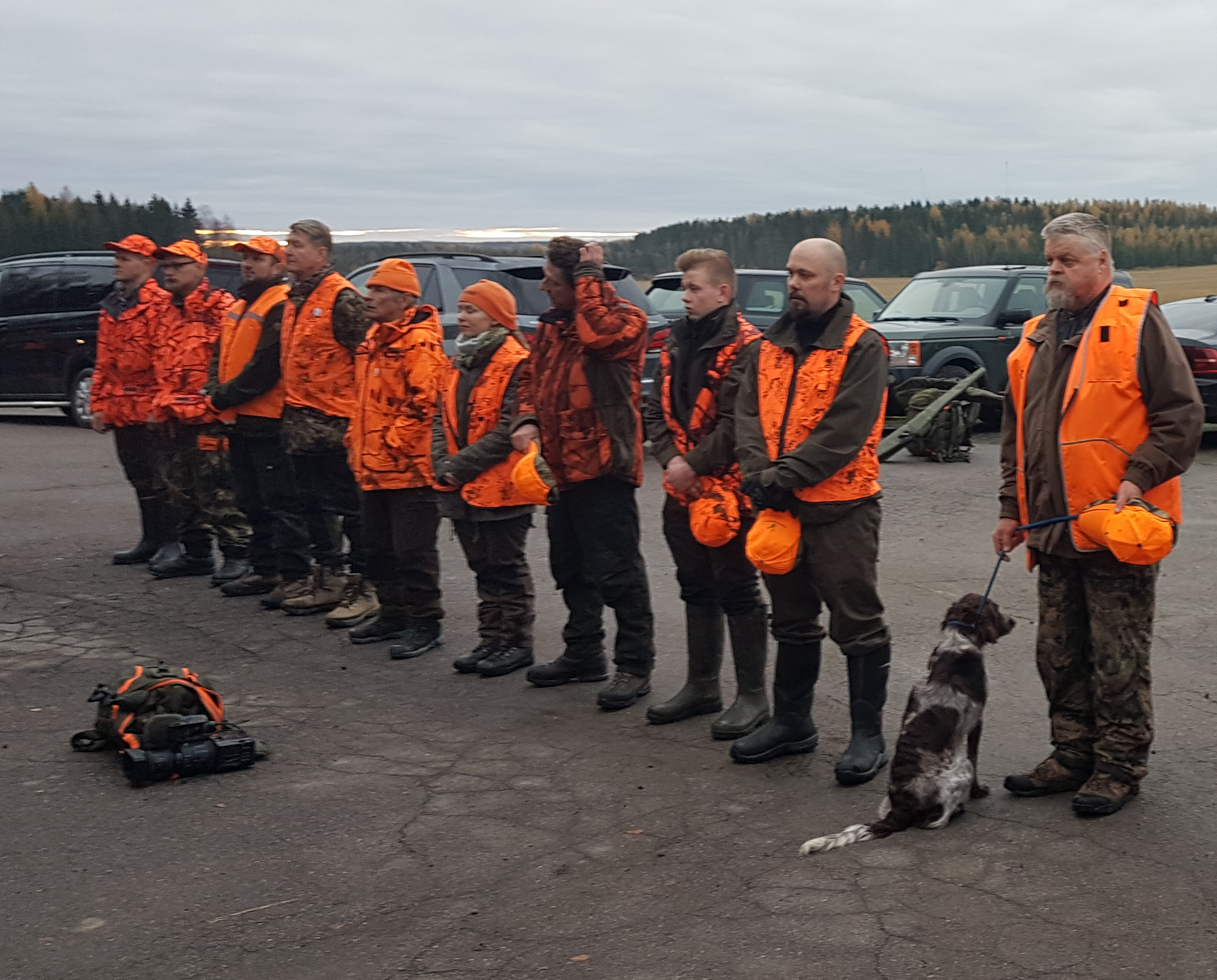
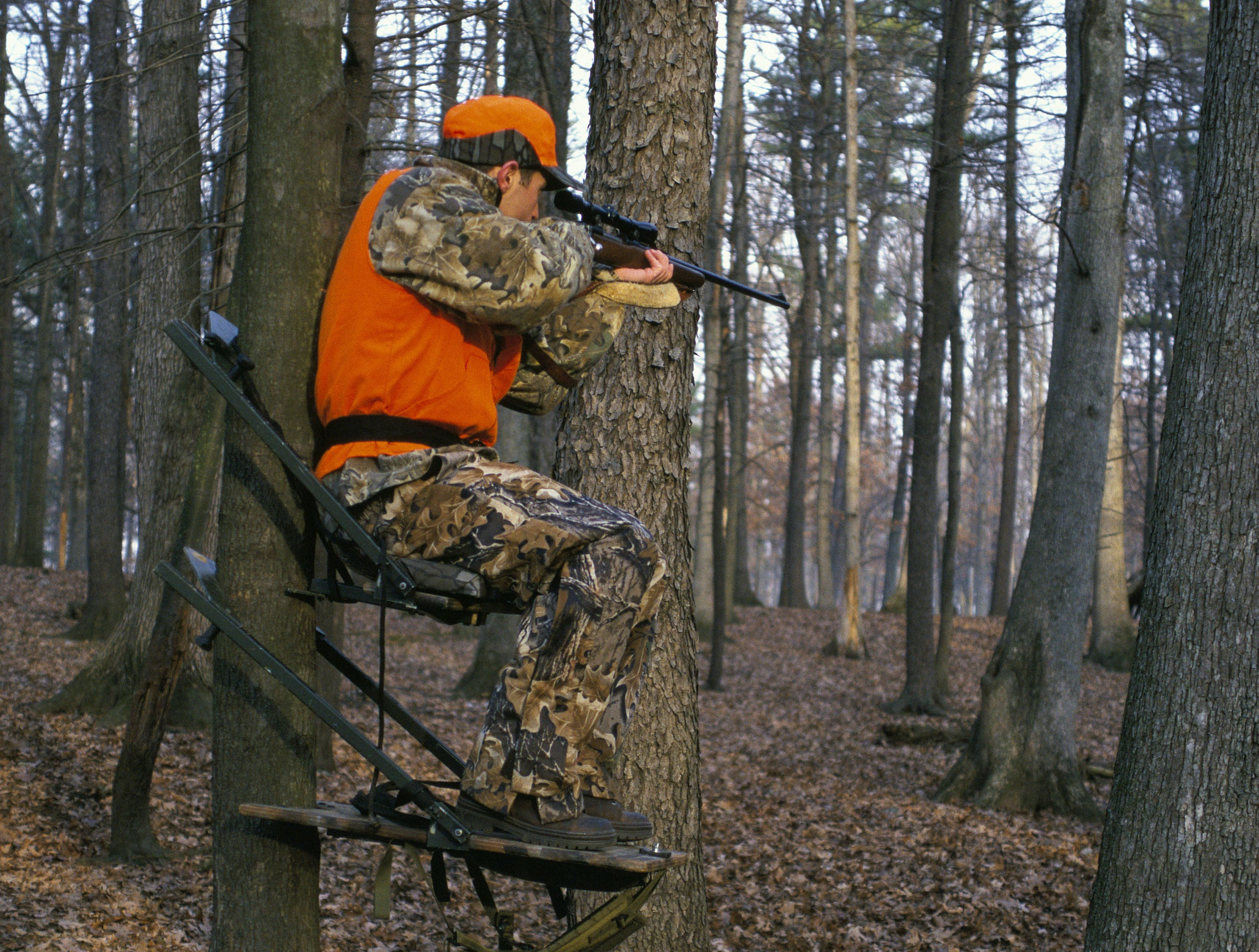